# Kriebstein
Kriebstein ist eine Gemeinde im Landkreis Mittelsachsen. Der Verwaltungssitz befindet sich im Ortsteil Kriebethal.

## Geographie
Kriebstein liegt etwa 20 Kilometer südwestlich von Döbeln und sechs Kilometer nordöstlich der Stadt Mittweida. Die Zschopau, ein Nebenfluss der Freiberger Mulde, fließt auf dem Weg von Mittweida nach Waldheim durch das enge und felsige Mittweidaer Zschopautal, in dem sich auch die Talsperre Kriebstein und die gleichnamige Burg befinden. Diese schroffe Felslandschaft ist Anziehungspunkt für viele Erholungssuchende und bildet damit den Keim für den sich langsam entwickelnden Tourismus in der Gemeinde.

### Gemeindegliederung
Die Gemeinde besteht aus den Ortsteilen
- Ehrenberg
- Erlebach
- Grünlichtenberg
- Höckendorf
- Höfchen
- Kriebstein
- Kriebethal
- Reichenbach

Der Gemeindename rührt von der Burg Kriebstein und der zugehörigen Gutssiedlung her.

### Nachbargemeinden
Angrenzende Gemeinden sind Erlau, die Stadt Mittweida, Rossau und Striegistal, die Stadt Roßwein und die Stadt Waldheim.

## Geschichte

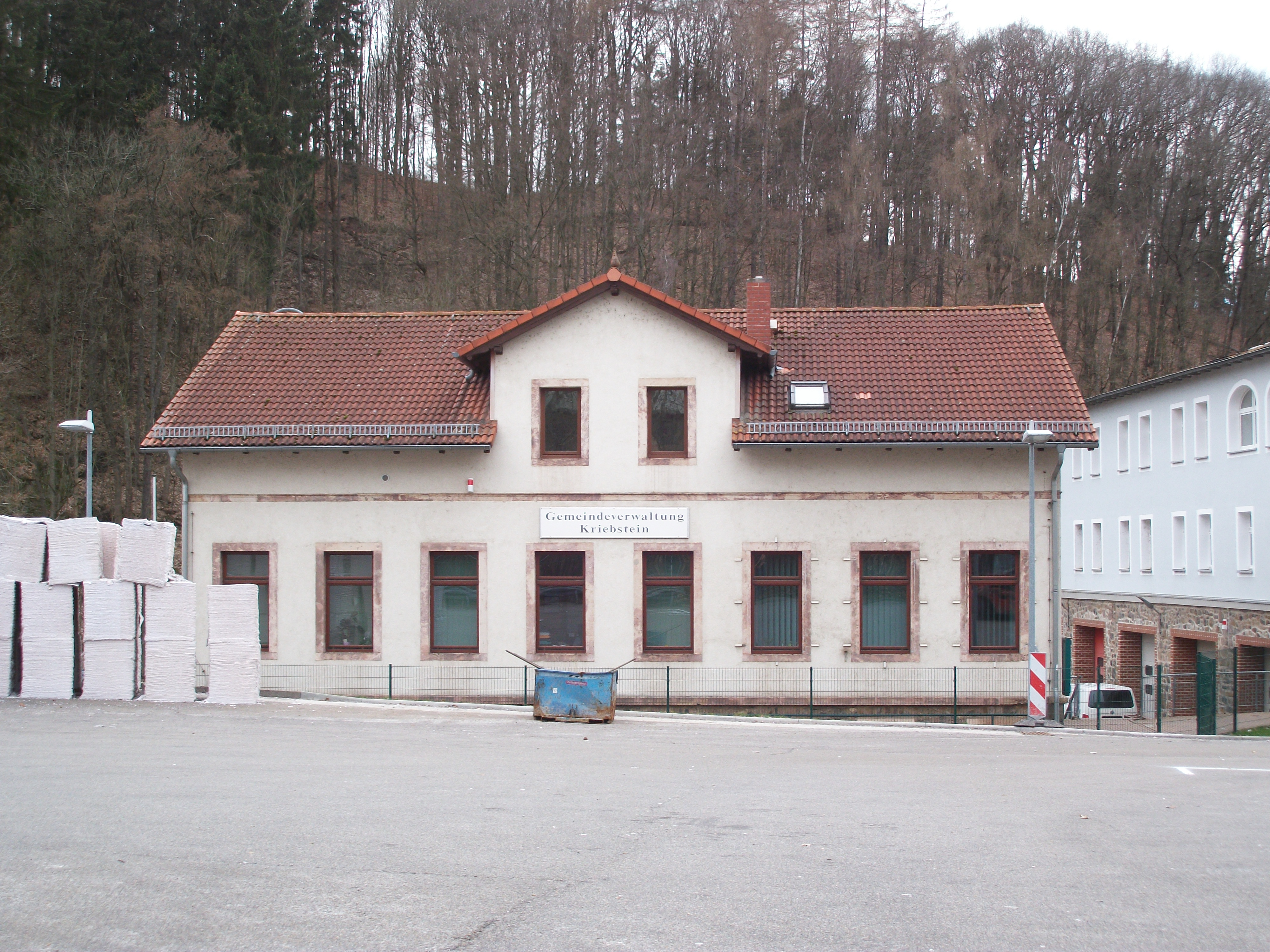
Gemeindeverwaltung der Gemeinde Kriebstein in Kriebethal

Grünlichtenberg und Höckendorf wurde Mitte des 12. Jahrhunderts von deutschen Siedlern gegründet. Die Orte der heutigen Gemeinde Kriebstein gehörten später zur Herrschaft Kriebstein bzw. zum Amt Rochlitz, nur ein Teil von Lichtenberg gehörte zum Amt Nossen.
In Höfchen wurde zu DDR-Zeiten von der SDAG Wismut das Pionier-Ferienlager „Ernst Thälmann“ errichtet und betrieben.

### Eingemeindungen
Die Gemeinde Kriebstein wurde am 1. Januar 1994 durch den Zusammenschluss der bisherigen Gemeinden Ehrenberg, Höfchen und Kriebethal gebildet. Erlebach wurde kurz darauf am 1. März 1994 eingemeindet. Am 1. Januar 1996 folgte Reichenbach. Grünlichtenberg ist seit dem 1. Januar 1999 ein Ortsteil der Gemeinde.
| Ehemalige Gemeinde     | Datum            | Anmerkung                                                  |
| ---------------------- | ---------------- | ---------------------------------------------------------- |
| Ehrenberg              | 1. Januar 1994   | Zusammenschluss mit Höfchen und Kriebethal zu Kriebstein   |
| Erlebach               | 1. März 1994     |                                                            |
| Grünlichtenberg        | 1. Januar 1999   |                                                            |
| Höfchen                | 1. Januar 1994   | Zusammenschluss mit Ehrenberg und Kriebethal zu Kriebstein |
| Höckendorf             | 1. März 1994     | Eingemeindung nach Grünlichtenberg                         |
| Kriebethal             | 1. Januar 1994   | Zusammenschluss mit Ehrenberg und Höfchen zu Kriebstein    |
| Kriebstein             | vor 1875 um 1922 | Eingemeindung nach Beerwalde, Umgliederung nach Höfchen    |
| Kriebstein, Gutsbezirk | um 1922          | Eingemeindung nach Höfchen                                 |
| Moritzfeld             | vor 1875         | Eingemeindung nach Höfchen                                 |
| Reichenbach            | 1. Januar 1996   |                                                            |

## Politik
2024 fand in Kriebstein ein Bürgerentscheid zum Thema „Befürworten Sie den Bau eines Solarparks auf den Flurstücken 300/a, 301, 302, 303, 304, 305, 306, 307/1, 308, 309, 310 der Gemarkung Grünlichtenberg?“ statt. Der Bürgerentscheid scheiterte.

### Gemeinderat
Seit der Gemeinderatswahl am 9. Juni 2024 verteilen sich die 12 Sitze des Gemeinderates folgendermaßen auf die einzelnen Gruppierungen:
- Freie Wähler Kriebstein: 7 Sitze
- CDU: 4 Sitze
- Linke: 1 Sitz

| Gemeinderat ab 2024Insgesamt 12 Sitze - Linke: 1 - FWK: 7 - CDU: 4 | Liste                   | 2024   | 2024   | 2019   | 2019   | 2014   | 2014   |
| Gemeinderat ab 2024Insgesamt 12 Sitze - Linke: 1 - FWK: 7 - CDU: 4 | Liste                   | Sitze  | in %   | Sitze  | in %   | Sitze  | in %   |
| Gemeinderat ab 2024Insgesamt 12 Sitze - Linke: 1 - FWK: 7 - CDU: 4 | Freie Wähler Kriebstein | 7      | 56,4   | 8      | 59,5   | 6      | 44,3   |
| Gemeinderat ab 2024Insgesamt 12 Sitze - Linke: 1 - FWK: 7 - CDU: 4 | CDU                     | 4      | 35,3   | 5      | 33,3   | 8      | 51,1   |
| Gemeinderat ab 2024Insgesamt 12 Sitze - Linke: 1 - FWK: 7 - CDU: 4 | Linke                   | 1      | 8,3    | 1      | 7,3    | –      | –      |
| Gemeinderat ab 2024Insgesamt 12 Sitze - Linke: 1 - FWK: 7 - CDU: 4 | SPD                     | –      | –      | –      | –      | –      | 4,7    |
| Gemeinderat ab 2024Insgesamt 12 Sitze - Linke: 1 - FWK: 7 - CDU: 4 | Wahlbeteiligung         | 78,1 % | 78,1 % | 67,9 % | 67,9 % | 59,1 % | 59,1 % |

### Bürgermeister
Das Amt des Bürgermeisters begleitet seit 2015 Maria Euchler (FWK).
| Wahl | Bürgermeister                | Vorschlag | Wahlergebnis (in %) |
| ---- | ---------------------------- | --------- | ------------------- |
| 2022 | Maria Euchler (2015: Lausch) | FWK       | 91,7                |
| 2015 | Maria Euchler (2015: Lausch) | FWK       | 71,7                |
| 2008 | Christoph Merker             | FWK       | 56,1                |
| 2001 | Wolfram Thieme               | CDU       | 94,3                |

## Kultur und Sehenswürdigkeiten
- siehe auch: Liste der Kulturdenkmale in Kriebstein

- Burg Kriebstein
- Talsperre Kriebstein
- Zschopautal
- Schloss Ehrenberg

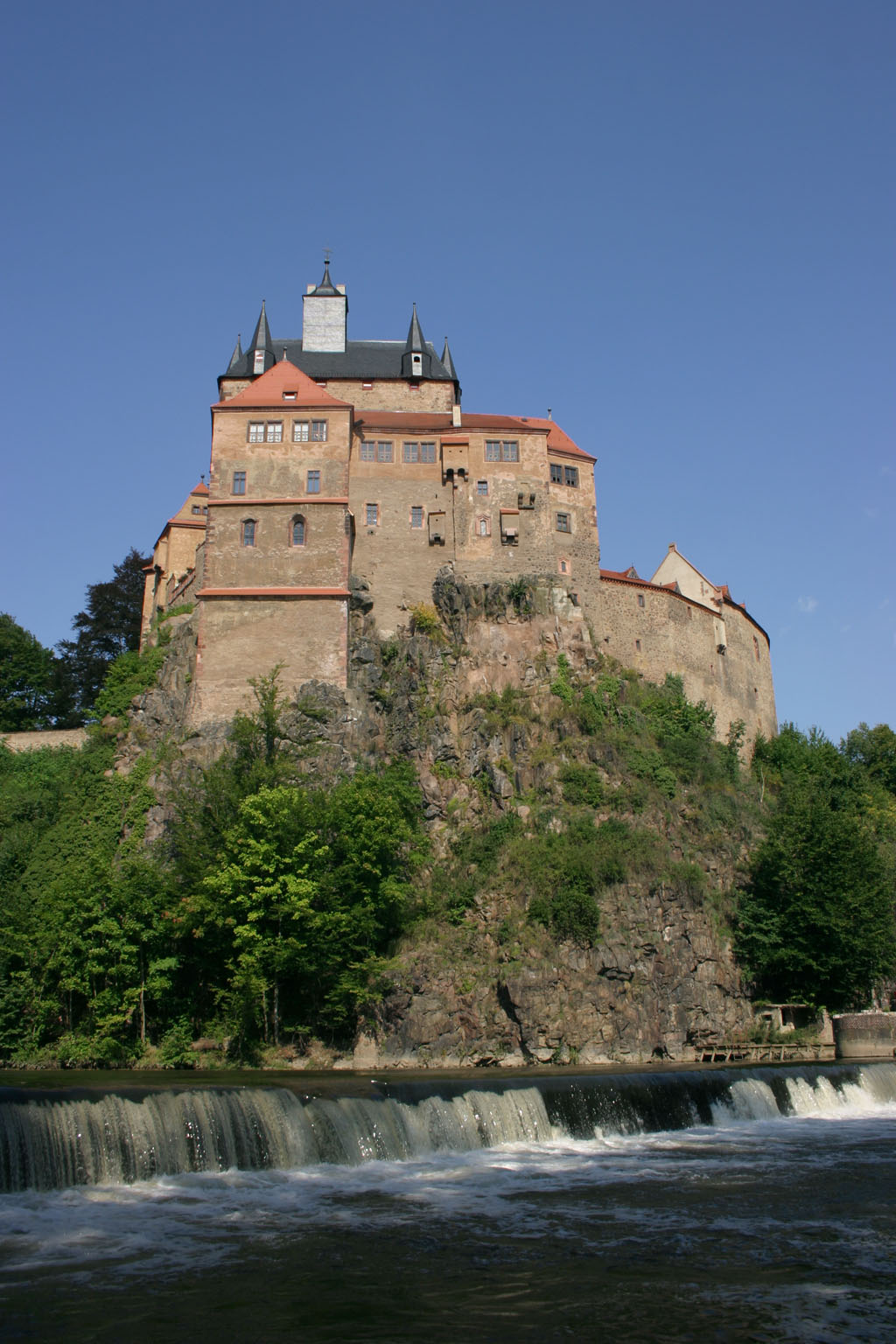
Burg Kriebstein

- Evangelisch-lutherische St.-Nikolai-Kirche in Grünlichtenberg

## Partnergemeinde
- Weisenbach in Baden-Württemberg

## Wirtschaft und Infrastruktur

### Verkehr
Die südlich verlaufende A 4 ist über den Anschluss Hainichen (ca. 8 km) und die nördlich verlaufende A 14 ist über den Anschluss Döbeln-Nord (ca. 13 km) zu erreichen.
Da sich die nächsten Bahnstrecken weit oberhalb des Talgrundes befanden, wurde Ende des 19. Jahrhunderts eine Schmalspurbahn im Zschopautal geplant, jedoch nie gebaut. Die Überlastung des Waldheimer Bahnhofs mit dem Güterverkehr der Papierfabriken (siehe auch Ansässige Unternehmen) führte aber 1896 zur Eröffnung einer normalspurigen Stichbahn von Waldheim nach Kriebethal, auf der bis 1919 auch Ausflugsverkehr stattfand. 1998 wurde der Güterverkehr eingestellt, 2004 die Strecke auf Schmalspur umgebaut.
Kriebstein liegt im Gebiet des Verkehrsverbundes Mittelsachsen. Busverbindungen bestehen nach Waldheim, Mittweida und Hainichen, an Wochenenden auch nach Chemnitz.
Die Kriebsteiner Straße (Abschnitt der Straße K 8215 an der Burg Kriebstein) gilt mit einer ausgeschilderten Neigung von 25 % als eine der steilsten in Deutschland.

### Ansässige Unternehmen

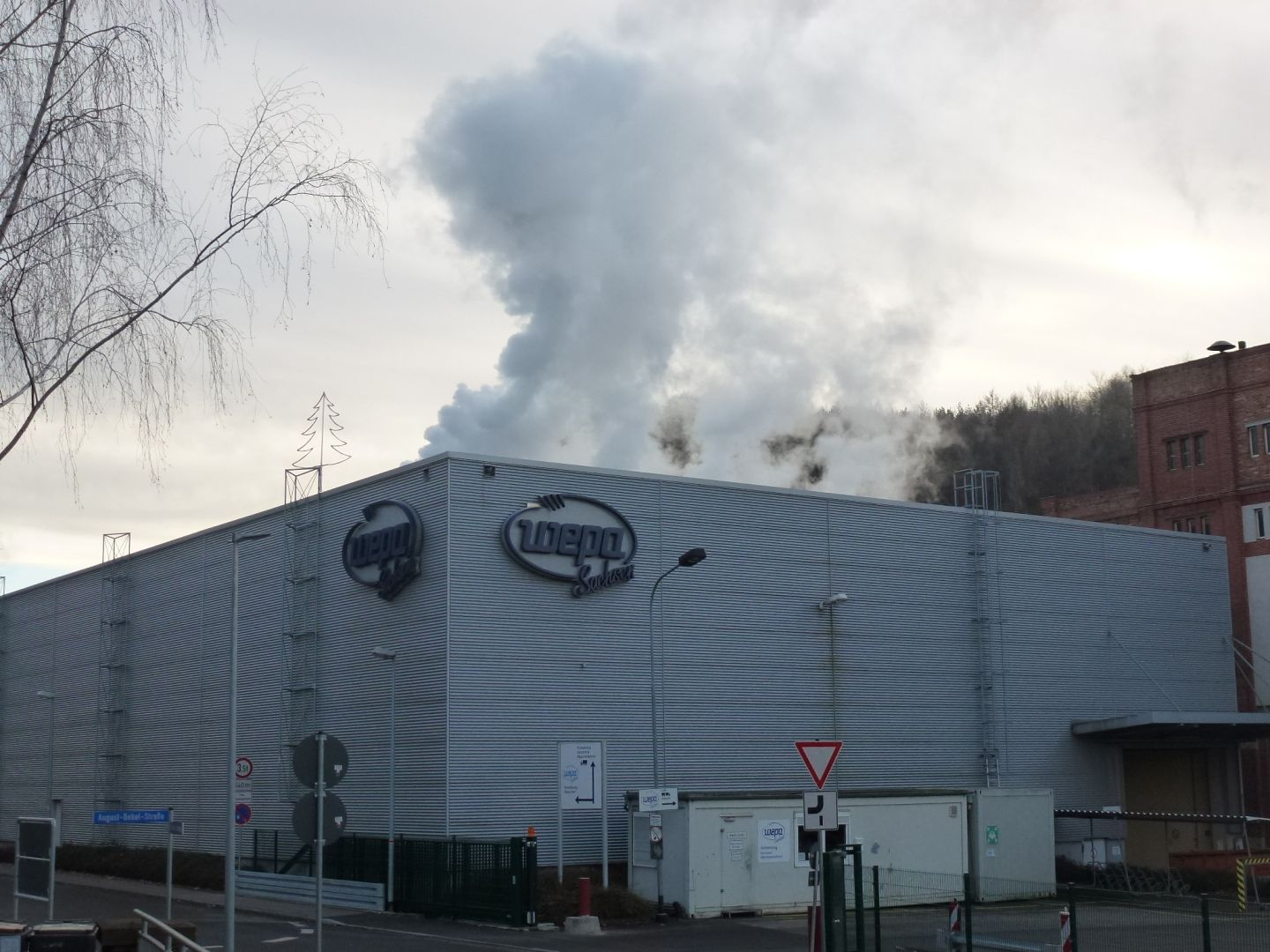
WEPA Papierfabrik in Kriebethal

- WEPA Papierfabrik Sachsen GmbH (ehem. Kriepa Hygienepapier GmbH)
- Kübler & Niethammer Papierfabrik Kriebstein AG

## Persönlichkeiten
- Johann Gottfried Stecher (1718–1776), Bildhauer, geboren in Ehrenberg
- Karl Mehnert (1811–1885), Rittergutsbesitzer und Politiker, MdL
- Albert Niethammer (1833–1908), Papierfabrikant (Kübler & Niethammer) und nationalliberaler Politiker, MdR, MdL (Königreich Sachsen)
- Konrad Niethammer (1863–1931), Papierfabrikant (Kübler & Niethammer) und Politiker (NLP, DVP)